# 淡路島牛丼

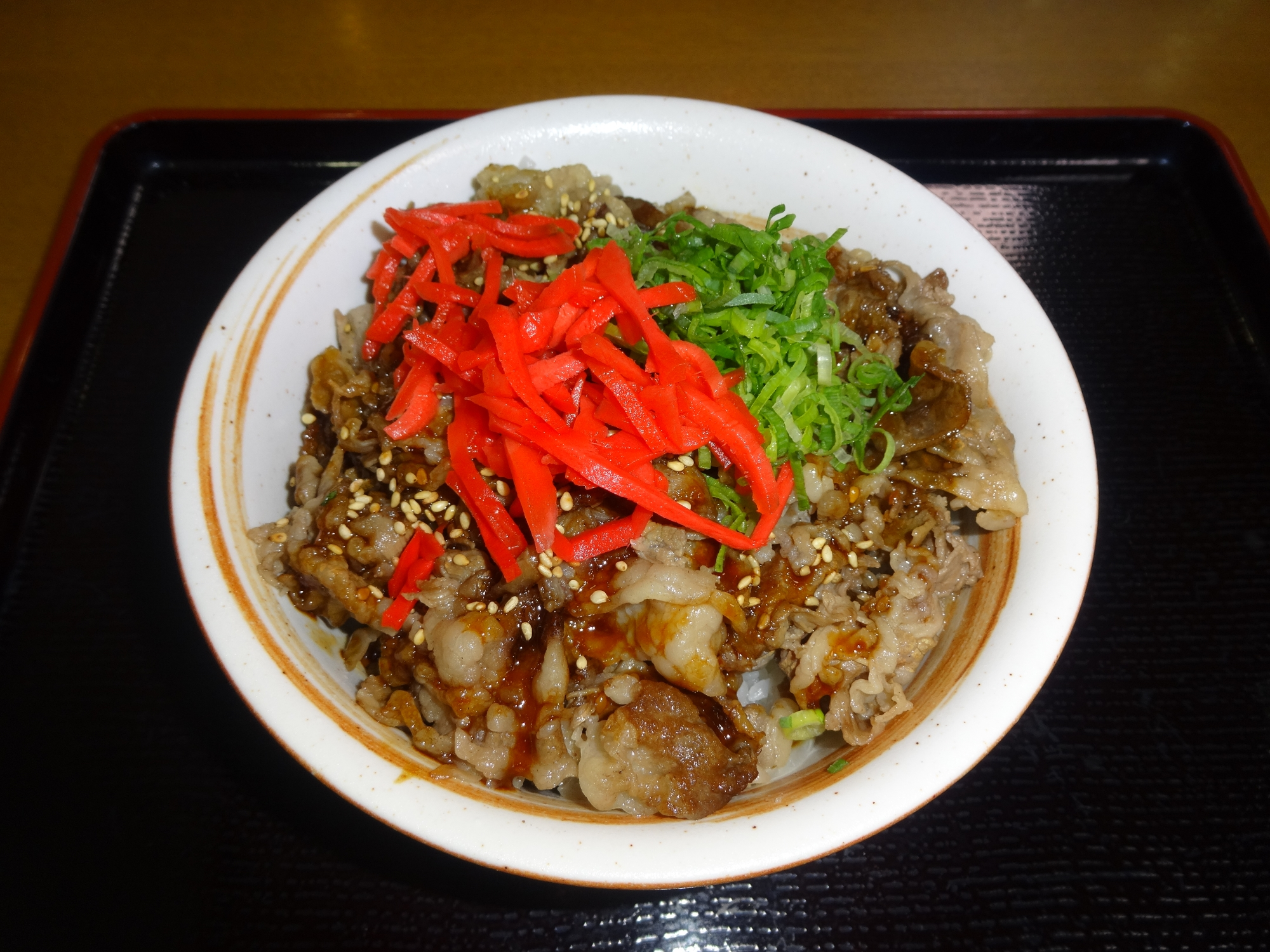
淡路島牛丼

淡路島牛丼（あわじしまぎゅうどん）は、兵庫県の淡路島でご当地グルメとして創作された牛丼である。
2008年に、淡路島観光連盟が中心となって企画された。当初は牛丼でなくカレーライスも検討されたが、特産品のタマネギが煮溶けて存在感が薄れるため、牛丼が採用となった。同年10月1日に淡路島内の飲食店が「淡路島牛丼プロジェクト」を結成し、淡路の名産「淡路牛」「淡路タマネギ」「淡路米」を用いた牛丼を「淡路島牛丼」として発信を始めた。
島内46店舗で始まり、参加店の一部入れ替えがあった2009年7月以降は52店舗で販売されている。淡路島産の牛肉、タマネギ、米を使う事がルール
で、店ごとに様々な工夫がされており、価格も差がある。牛丼としては高級な約4000円の商品を提供する店もある。広報用として食べ歩きマップが配布された。同年からは「ぎゅうスタ」と呼ばれるスタンプラリーも開催され、2011年に初の全店制覇者が出た。
淡路島観光連盟の発表では、発売から1年で48万食、約6億9千万円を売り上げた。兵庫県立淡路景観園芸学校の学生の試算によると、島内への波及効果も含めると約11億600万円の経済効果を収めたと推定している。観光連盟では、成功の要因は、各店の自由な工夫を認めて消費者による選択の幅を広げ、食べ歩きの楽しみを生んだことではないかと推測している。2010年に後発の淡路島ぬーどるとの相乗効果も関係者には期待されている。